# DLT百貨公司

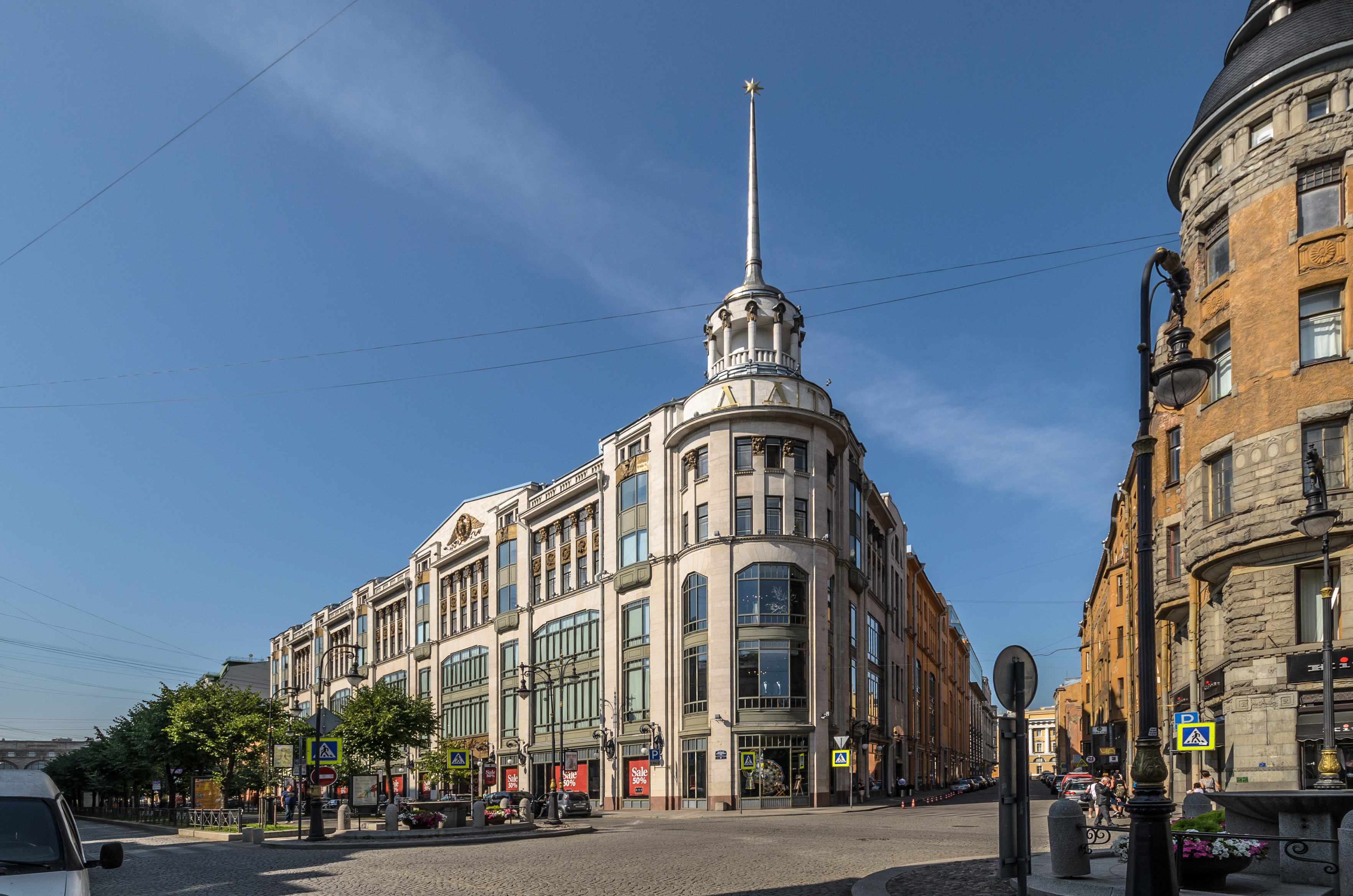
DLT百貨公司

DLT百貨公司（俄羅斯文：ДЛТ，Дом ленинградской торговли）是俄羅斯聖彼得堡的一家百貨公司，位于涅瓦大街以北的Bolshaya Konyushennaya街21-23号。在2012年，經過大規模翻新之後，DLT百貨公司重新開業。

## 外部連結
- 官方网站（俄文）

59°56′17″N 30°19′21″E / 59.9381°N 30.3225°E